# Slobodan Ivković
Slobodan Ivković, srbijanski trener i bivši košarkaš. 
Stariji je brat poznatog srbijanskog trenera i igrača Dušana Ivkovića.
Igrao je u seniorima beogradskog Radničkog. Po ocjeni njegova brata Dušana, bio je izvanserijski talentiran, dobre fizičke spreme, no nitko ga nije uspio stabilizirati kao igrača. Osim toga, iznimno je slabo vidio u uvjetima slabijeg osvjetljenja, što je osobito bilo problemom u ono vrijeme, jer su se utakmice često igrale noću.
Trenirao je ove klubove: beogradski Radnički, OKK Beograd, skopski MZT te u Kuvajtu i Emiratima. Bio je jednim od prvih srbijanskih trenera i u bivšoj Jugoslaviji koji su se išli školovati u SAD. Tvorcem je stvaranja suvremene trenerske organizacije u bivšoj Jugoslaviji.
Danas se njemu u čast održava spomen turnir u Beogradu, a organizira ga košarkaški klub Radnički.

## Klupski uspjesi
- prvenstvo Jugoslavije 1972./73. (trener  Radničkog) - prvaci
- Kup Radivoja Koraća 1973./79. (trener  Radničkog) - polufinale

## Vanjske poveznice
- Zvonimir Matutinović: Slobodan Piva Ivković  Arhivirana inačica izvorne stranice od 21. veljače 2012. (Wayback Machine)